# Президентские выборы в Венесуэле (2024)
Президентские выборы в Венесуэле, на которых избран глава государства на шестилетний срок, начинающийся 10 января 2025 года, прошли 28 июля 2024 года.
Действующий президент Николас Мадуро баллотировался на третий срок подряд. Эдмундо Гонсалес Уррутиа выдвинутый от «Единой платформы», главного оппозиционного политического альянса страны, был допущен до выборов после того, как другие ведущие кандидаты от оппозиции были дисквалифицированы от участия во время предвыборной кампании или ещё на предыдущих выборах. В июне 2023 года правительство Венесуэлы запретило ведущему кандидату Марии Мачадо участвовать в выборах, обвинив её в политических преступлениях. Оппозиция расценила этот шаг, как нарушение политических прав человека, а такие международные организации, как Организация американских государств, Европейский Союз и Human Rights Watch, а также такие страны, как Колумбия, Парагвай, Уругвай, Эквадор, США, Великобритания, Германия, Чили, Канада, Франция и Мексика осудили действия правительства Венесуэлы.
Прямые переговоры о проведении свободных и справедливых выборов между высокопоставленными чиновниками Венесуэлы и США, замороженные с середины апреля, возобновились в начале июля, за несколько недель до выборов.

## Предыстория

### Венесуэльский кризис
С 2010 года Венесуэла переживает социально-экономический кризис при Николасе Мадуро и ненадолго при его предшественнике Уго Чавесе, поскольку безудержная преступность, гиперинфляция и дефицит снижают качество жизни. В результате недовольства правительством оппозиция получила на парламентских выборах 2015 года большинство в Национальной ассамблее впервые с 1999 года. Перед сдачей мандатов в Национальной ассамблее, проправительственные депутаты, заполнили Верховный трибунал правосудия, высший суд Венесуэлы, союзниками Мадуро. В начале 2016 года трибунал лишил трёх оппозиционных законодателей мест в парламенте, сославшись на предполагаемые «нарушения» на выборах, тем самым помешав оппозиционному подавляющему большинству, которое могло бы бросить вызов президенту Мадуро.
В 2017 году трибунал одобрил несколько действий Мадуро и предоставил ему дополнительные полномочия. Поскольку протесты против Мадуро нарастали, он призвал к созыву Учредительного собрания, которое должно было разработать новую конституцию, для замены Конституции 1999 года, созданной при Чавесе. Многие страны сочли эти действия попыткой Мадуро остаться у власти на неопределённый срок, и более 40 стран заявили, что не признают Национальную конституционную ассамблею 2017 года (НКА). Оппозиционный «Круглый стол демократического единства» бойкотировал выборы в НКА, заявив, что этот орган является «уловкой, позволяющей сохранить действующую правящую партию у власти». Поскольку оппозиция не участвовала в выборах, «Большой патриотический полюс Симона Боливара», в котором доминирует «Единая социалистическая партия Венесуэлы», по умолчанию получил почти все места в Ассамблее. 8 августа 2017 года НКА объявил себя органом, обладающим высшей властью в Венесуэле, запретив Национальной ассамблее, возглавляемой оппозицией, совершать действия, которые могли бы помешать работе НКА, что фактически лишило парламента всех его полномочий.

### Выборы 2018 года и политический кризис
В феврале 2018 года Мадуро объявил о проведении президентских выборов за четыре месяца до назначенной даты. Он был объявлен победителем в мае 2018 года после того, как нескольким крупным оппозиционным партиям было запрещено участвовать. Политики как внутри страны, так и за рубежом заявили, что Мадуро не был избран законно и считали его неэффективным диктатором. За несколько месяцев до инаугурации 10 января 2019 года на Мадуро оказывалось давление с целью уйти в отставку со стороны стран и организаций, включая Группу Лимы, США и ОАГ. В период между президентскими выборами в мае 2018 года и инаугурацией Мадуро раздавались призывы создать переходное правительство.
Новый шестилетний срок Мадуро начался 10 января 2019 года, когда он принёс официальную присягу на публичной церемонии в Каракасе перед Верховным судом Венесуэлы. На церемонии присутствовали президент Никарагуа Даниэль Ортега и президент Боливии Эво Моралес. Выборы вызвали широкие споры как внутри Венесуэлы, так и в международном сообществе. В январе 2019 года Национальная ассамблея объявила результаты выборов недействительными и воспользовалось статьями Конституции Венесуэлы 1999 года, чтобы назначить спикера Национальной ассамблеи Хуана Гуайдо исполняющим обязанности президента, что усилило президентский кризис. Сторонники Мадуро отказались признать этот шаг, и Гуайдо был на короткое время помещен под арест. Страны и международные организации выступили в поддержку обеих сторон конфликта, а бывший Верховный трибунал юстиции Венесуэлы, находящийся в изгнании в Панаме с 2017 года, поддержал легитимность действий Национальной ассамблеи.

### Предложение создать правительство национального единства
31 марта 2020 года Соединённые Штаты предложили создать переходное правительство, в которое не войдут Мадуро и Гуайдо. Сделка обеспечит реализацию сценария разделения власти между различными правительственными фракциями. В таком случае выборы должны быть проведены в течение года, а все иностранные военные должны будут покинуть страну. На момент объявления предложения США всё ещё добивались ареста Мадуро. Другие аспекты соглашения с США включали в себя освобождение всех политических заключённых и создание совета из пяти человек для руководства страной. В такой совет должны были войти по два члена, выбранные Мадуро и Гуайдо, а последний член должен был быть избран первыми четырьмя членами совета. Европейский Союз также согласился снять санкции, если сделка состоится.
Гуайдо принял это предложение, тогда как министр иностранных дел Венесуэлы Хорхе Арреаса отклонил его и заявил, что в 2020 году пройдут только парламентские выборы.

### Допуск оппозиции к выборам
В июне 2023 года правительство Венесуэлы запретило ведущему кандидату от оппозиции Марии Мачадо участвовать в выборах. Однако 10 ноября президент Мадуро рассказал, что правительство ведёт переговоры с оппозицией при посредничестве США для проведения президентских выборов и снятия санкций. 1 декабря стало известно, что представители правительства Венесуэлы и оппозиции достигли соглашения, которое позволит оппозиционным кандидатам оспорить ранее установленные судом ограничения на их участие в избирательном процессе.
26 января 2024 года Верховный суда Венесуэлы вынес решение, согласно которому лидеру партии «Венте» Марии Мачадо запрещается занимать государственные посты до 2038 года. В связи с этим США возобновили действие санкций в отношении нефтегазового сектора Венесуэлы 30 января из-за отсутствия прогресса в переговорах между правительством и оппозицией. Выдвинутая оппозицией на замену Мачадо Корина Йорис также не была допущена до выборов. После протестов со стороны таких стран, как США, Бразилия, Колумбия и Гватемала от оппозиции был зарегистрирован бывший дипломат Эдмундо Гонсалес Уррутиа.

## Зарегистрированные кандидаты

### Принявшие участие

#### «Большой патриотический полюс Симона Боливара»
25 января 2024 года председатель Национальной ассамблеи Венесуэлы Хорхе Родригес сообщил о выдвижении правящей «Единой социалистической партией Венесуэлы» (возглавляет коалицию «Большой патриотический полюс Симона Боливара») действующего президента Николаса Мадуро. 16 марта 2024 года «Единая социалистическая партия Венесуэлы» официально объявила, что действующий президент Николас Мадуро будет её кандидатом на президентских выборах. Это будет третий шестилетний президентский срок Мадуро. 25 марта Мадуро был официально зарегистрирован как кандидат в президенты.
| Кандидат | Кандидат | Кандидат | Кандидат       | Партия/коалиция                          | Должности | Источник |
| -------- | -------- | -------- | -------------- | ---------------------------------------- | --- | -------- |
|          |          |          | Николас Мадуро | Единая социалистическая партия Венесуэлы | - Член Национальной ассамблеи (2000–2006) - Председатель Национальной ассамблеи (2005–2006) - Канцлер Венесуэлы (2006–2013) - Вице-президент Венесуэлы (2012–2013) - Президент Венесуэлы (с 2013) | [ 47 ]   |

#### «Единая платформа»
16 мая 2023 года «Единая платформа» объявила о проведении праймериз по избранию единого кандидата от оппозиции на президентские выборы. 24 июля закончится период подачи заявок, в течение которого для участия зарегистрировались 14 кандидатов. После того, как первичные выборы состоялись 22 октября 2023 года, был выпущен первый бюллетень, в котором было подсчитано только 26 % голосов, и победительницей стала Мария Мачадо, набравшая более 90 % голосов. 23 октября был опубликован второй бюллетень Национальной первичной комиссии, в котором было объявлено, что при подсчитанных 92,65 % голосов Мария Мачадо сохраняет более 90 % поддержки. Таким образом, она была выбрана кандидатом от «Единой платформы» на президентские выборы 2024 года.
22 марта 2024 года Мария Мачадо объявила, что историк и профессор Корина Йорис была выбрана кандидатом в президенты от венесуэльской оппозиции из-за дисквалификации Мачадо.
Однако избирком заблокировал регистрацию Йорис, из-за чего «Единая платформа» зарегистрировала бывшего дипломата Эдмундо Гонсалеса Уррутиу своим кандидатом. 19 апреля «Единая платформа» совместно с кандидатом Мануэлем Росалесом выбрали Гонсалеса единым кандидатом, представляющим венесуэльскую оппозицию.
| Кандидат | Кандидат | Кандидат | Кандидат                 | Партия/коалиция  | Должности                                                                        | Источник             |
| -------- | -------- | -------- | ------------------------ | ---------------- | -------------------------------------------------------------------------------- | -------------------- |
|          |          |          | Эдмундо Гонсалес Уррутиа | Единая платформа | - Посол Венесуэлы в Алжире (1991—1993) - Посол Венесуэлы в Аргентине (1998—2002) | [ 51 ] [ 52 ] [ 53 ] |

#### «Демократический альянс»
«Демократический альянс», заявивший, что не будет участвовать в праймериз «Единой платформы», ещё не сообщил, каким образом он будет выбирать своего кандидата. Тем не менее, альянс выразил намерение сделать своего кандидата единственным кандидатом от оппозиции.
| Кандидат | Кандидат | Кандидат | Кандидат              | Партия/коалиция          | Должности                                                                                   | Источник |
| -------- | -------- | -------- | --------------------- | ------------------------ | ------------------------------------------------------------------------------------------- | -------- |
|          |          |          | Хавьер Бертучи        | Надежда на перемены      | - Член Национальной ассамблеи (с 2021)                                                      | [ 57 ]   |
|          |          |          | Луис Эдуардо Мартинес | Демократическое действие | - Губернатор Монагаса (1995-2000) - Член Национальной ассамблеи (с 2021)                    | [ 58 ]   |
|          |          |          | Хосе Брито            | Венесуэла прежде всего   | - Советник муниципалитета Симон Родригес (2005-2008) - Член Национальной ассамблеи (с 2016) | [ 59 ]   |

#### Другие кандидаты
| Кандидат | Кандидат | Кандидат | Кандидат          | Партия/коалиция         | Должности | Источник      |
| -------- | -------- | -------- | ----------------- | ----------------------- | --- | ------------- |
|          |          |          | Антонио Экарри    | Карандашный альянс      | - Член совета муниципалитета Чакао (2005-2013) | [ 60 ] [ 61 ] |
|          |          |          | Бенджамин Рауссео | Независимый             | | [ 62 ] [ 63 ] |
|          |          |          | Даниэль Себальос  | Цифровая Арепа          | - Член Законодательного совета Тачиры (2008-2012) - Мэр муниципалитета Сан-Кристобаль (2013-2014) | [ 64 ]        |
|          |          |          | Клаудио Фермин    | Решения для Венесуэлы   | - Вице-министр молодёжи (1984-1989) - Мэр муниципалитета Либертадор Каракаса (1990-1993) - Член Национального учредительного собрания (1990-1993) | [ 65 ]        |
|          |          |          | Энрике Маркес     | В центре внимания людей | - Член Национальной ассамблеи (2000-2006), (2011-2021) - Первый вице-председатель Национальной ассамблеи (2016-2017) - Главный ректор Национального избирательного совета (2021-2023) - Вице-президент Национального избирательного совета (2021-2023) | [ 66 ]        |

### Снявшиеся с выборов

#### «Новое время»
Губернатор Сулии Мануэль Росалес официально выдвинул свою кандидатуру на пост президента «в последнюю минуту», чем застал «Единая платформу» врасплох («Новое время» является членом альянса «Единая платформа»). При этом он и дал понять, что уступит свою позицию единому кандидату от оппозиции. Росалес был признан более умеренным кандидатом от оппозиции, вступившим в переговоры с правительством Мадуро. Он также признал выборы 2018 года и осудил санкции в отношении Венесуэлы, введённые Соединёнными Штатами.
| Кандидат | Кандидат | Кандидат | Кандидат        | Партия/коалиция | Должности                                                                                  | Примечание                                                               | Источник |
| -------- | -------- | -------- | --------------- | --------------- | ------------------------------------------------------------------------------------------ | ------------------------------------------------------------------------ | -------- |
|          |          |          | Мануэль Росалес | Новое время     | - Губернатор Сулии (2000—2008), (2021-н. в.) - 55-й мэр Маракайбо (1996—2000), (2008—2009) | 19 апреля 2024 года снялся с выборов в пользу Эдмундо Гонсалеса Уррутии. | [ 70 ]   |

#### «Демократический альянс»
| Кандидат | Кандидат | Кандидат | Кандидат              | Партия/коалиция | Должности                              | Примечание                                                             | Источник |
| -------- | -------- | -------- | --------------------- | --------------- | -------------------------------------- | ---------------------------------------------------------------------- | -------- |
|          |          |          | Хуан Карлос Альварадо | КОПЕЙ           | - Член Национальной ассамблеи (с 2021) | 22 апреля 2024 года снялся с выборов в пользу Луиса Эдуардо Мартинеса. | [ 72 ]   |

#### Другие кандидаты
| Кандидат | Кандидат | Кандидат | Кандидат   | Партия/коалиция | Должности | Примечание                                                             | Источник |
| -------- | -------- | -------- | ---------- | --------------- | --------- | ---------------------------------------------------------------------- | -------- |
|          |          |          | Луис Ратти | МАНО            |           | 22 апреля 2024 года снялся с выборов в пользу Луиса Эдуардо Мартинеса. |          |

## Опросы общественного мнения

### Обзор
Большинство опросов склоняются к победе Эдмундо Гонсалеса Уррутии с большим отрывом.
Колумбийская газета «Тьемпо» утверждает, что «война опросов» началась с появления новых социологических организаций с мая 2024 года, чьи результаты в поддержку действующего президента Мадуро отличаются от результатов давно устоявшихся традиционных компаний, занимающихся проведением опросов общественного мнения, которые показывают, что Мадуро проигрывает. «Тьемпо» пишет, что аналитики называют эту «войну опросов» «новой стратегией правительства». Газета называет IdeaDatos и Data Viva, результаты опросов которых показывают победу Мадуро, малоизвестными в отличие от других опросных организаций.
В июне 2024 года телеканал NTN24 отметил, что восемь из десяти недавно проведённых опросов отдают победу кандидату от оппозиции Эдмундо Гонсалесу Уррутии, и только два (опросы новых организаций Insight и IdeaDatos), которые дают победу Мадуро, являются неизвестными фирмами, а их аккаунты в социальных сетях появились недавно. При этом NTN24 заметил, что IdeaDatos и PoliAnalítico «активно проводят кампанию за Николаса Мадуро».
Согласно проверке фактов, проведённой изданием Efecto Cocuyo, IdeaDatos опубликовала свой первый опрос 6 мая 2024 года. Он был переопубликован несколькими изданиями, которые поддерживают правительство Мадуро и настроены против венесуэльской оппозиции. Efecto Cocuyo заявило, что IdeaDatos не публиковала собственные опросы в своём аккаунте в Твиттере с момента создания организации в октябре 2020 года и до самого мая 2024 года. Издание отметило, что не было никаких доказательств существования IdeaDatos как компании. Методологические проблемы включают ошибочные выводы, отсутствие или неправильность статистических данных и выборочных данных, а также несоответствие данных о надёжности и погрешности. Efecto Cocuyo пишет, что аналогичные проблемы были обнаружены при публикации вторых и третьих опросов IdeaDatos в мае и июне, а также то, что на сайте фирмы нет налоговой информации, номера телефона, электронной почты или физического адреса, имён директоров или сотрудников или опросов до мая 2024 года. Аналогичные проблемы были обнаружены у Data Viva, недавно созданной фирмы, с методологическими недостатками, упущениями в отношении её деловой идентичности и историей некачественных исследований, а также с CMIDE и Parametrica. Ранее проблемы были также обнаружены в опросе Hinterlaces.
В июне 2024 года Univision объявила, что расследует публикацию неточных данных опросов на своём веб-сайте.

### Общий график

Средняя кривая опросов:

### После регистрации кандидатов
| ЕСПВ                   | Единая платформа       | Карандаш | КОНДЕ | Решения для Венесуэлы                                                                                                   | Надежда на перемены | Цифровая Арепа | ДД | Венесуэла прежде всего                                                                                                  | В центре внимания людей                                                                                                 | Новое время | | | | | | | | | |
| 28 июля 2024           | 28 июля 2024           | День голосования. | День голосования. | День голосования. | День голосования. | День голосования. | День голосования. | День голосования. | День голосования. | День голосования. | День голосования. | День голосования. | День голосования. | День голосования. | День голосования. | День голосования. | День голосования. | День голосования. | День голосования. |
| 25 июля 2024           | 25 июля 2024           | Завершение избирательной кампании.                                                                                      | Завершение избирательной кампании.                                                                                      | Завершение избирательной кампании.                                                                                      | Завершение избирательной кампании.                                                                                      | Завершение избирательной кампании.                                                                                      | Завершение избирательной кампании.                                                                                      | Завершение избирательной кампании.                                                                                      | Завершение избирательной кампании.                                                                                      | Завершение избирательной кампании.                                                                                      | Завершение избирательной кампании.                                                                                      | Завершение избирательной кампании.                                                                                      | Завершение избирательной кампании.                                                                                      | Завершение избирательной кампании.                                                                                      | Завершение избирательной кампании.                                                                                      | Завершение избирательной кампании.                                                                                      | Завершение избирательной кампании.                                                                                      | Завершение избирательной кампании.                                                                                      | Завершение избирательной кампании.                                                                                      |
| 21 июля 2024           | 21 июля 2024           | Окончание установленного законом срока для публикации опросов.                                                          | Окончание установленного законом срока для публикации опросов.                                                          | Окончание установленного законом срока для публикации опросов.                                                          | Окончание установленного законом срока для публикации опросов.                                                          | Окончание установленного законом срока для публикации опросов.                                                          | Окончание установленного законом срока для публикации опросов.                                                          | Окончание установленного законом срока для публикации опросов.                                                          | Окончание установленного законом срока для публикации опросов.                                                          | Окончание установленного законом срока для публикации опросов.                                                          | Окончание установленного законом срока для публикации опросов.                                                          | Окончание установленного законом срока для публикации опросов.                                                          | Окончание установленного законом срока для публикации опросов.                                                          | Окончание установленного законом срока для публикации опросов.                                                          | Окончание установленного законом срока для публикации опросов.                                                          | Окончание установленного законом срока для публикации опросов.                                                          | Окончание установленного законом срока для публикации опросов.                                                          | Окончание установленного законом срока для публикации опросов.                                                          | Окончание установленного законом срока для публикации опросов.                                                          |
| 15–20 июля 2024        | Poder y Estrategia     | 1 100 | 21% | 64% | 2% | 2% | 1% | 2% | 0,4% | 1% | 0,2% | 0,4% | - | - | - | 6% | 43% | | |
| 19 июля 2024           | Hercon Consultores     | 1 200 | 29,8% | 63,3% | 1,2% | 1,5% | - | 0,6% | - | 0,8% | - | - | - | 0,5% | - | 2,3% | 33,5% | | |
| 11 июля 2024           | More Consulting        | 1 500 | 31,0% | 55,2% | 1,3% | 2,2% | 0,3% | 1,5% | 0,3% | 0,5% | 0,2% | 0,3% | - | 0,5% | 2,6% | 4,7% | 24,2% | | |
| 4–7 июля 2024          | Meganálisis            | 1 076 | 12,1% | 71,9% | 1,6% | 0,6% | - | 1,3% | - | - | - | 0,1% | - | 0,5% | 5,6% | 6,3% | 59,8% | | |
| 4 июля 2024            | 4 июля 2024            | Старт избирательной кампании.                                                                                           | Старт избирательной кампании.                                                                                           | Старт избирательной кампании.                                                                                           | Старт избирательной кампании.                                                                                           | Старт избирательной кампании.                                                                                           | Старт избирательной кампании.                                                                                           | Старт избирательной кампании.                                                                                           | Старт избирательной кампании.                                                                                           | Старт избирательной кампании.                                                                                           | Старт избирательной кампании.                                                                                           | Старт избирательной кампании.                                                                                           | Старт избирательной кампании.                                                                                           | Старт избирательной кампании.                                                                                           | Старт избирательной кампании.                                                                                           | Старт избирательной кампании.                                                                                           | Старт избирательной кампании.                                                                                           | Старт избирательной кампании.                                                                                           | Старт избирательной кампании.                                                                                           |
| 20 июня – 3 июля 2024  | Hercon Consultores     | 1 200 | 28,1% | 62,1% | 1,3% | 2,6% | - | 0,5% | - | 0,6% | - | - | - | 0,4% | 3% | 1,5% | 34,0% | | |
| 22–28 июня 2024        | ORC Consultores        | 1 177 | 14,28% | 58,63% | - | - | - | - | - | - | - | - | - | 4,3% | 22,6% | 22,6% | 44,35% | | |
| 17–22 июня 2024        | Meganálisis            | 1 123 | 11,3% | 68,4% | 1,8% | 0,7% | - | 1,5% | - | - | - | 0,2% | - | 0,6% | 7,2% | 8,3% | 27% | | |
| 18–20 июня 2024        | Mass Behavior Research | 1 198 | 27,0% | 59,0% | 3,5% | 1,5% | 2,0% | 4,0% | 0,01% | 1,0% | 0,99% | 1,0% | - | - | - | - | 32% | | |
| 15 июня 2024           | Poder y Estrategia     | | 22% | 56% | - | - | - | - | - | - | - | - | - | 22% | 22% | 22% | 34% | | |
| 10 июня 2024           | Hercon Consultores     | 1 000 | 24,1% | 61,1% | 2,8% | 4,5% | - | 0,7% | - | 0,8% | - | - | - | 1% | 2,5% | 2,5% | 37% | | |
| 3–5 июня 2024          | Mass Behavior Research | 1 315 | 24% | 58% | 3% | 2% | 1% | 1% | - | - | - | - | - | 2% | 7% | 3% | 34% | | |
| 16–23 мая 2024         | Meganalisis            | 1 116 | 9,8% | 61,1% | 1,1% | 0,9% | - | 1,3% | - | - | - | 0,3% | - | 2% | 8,1% | 16,7% | 51,3% | | |
| 20–22 мая 2024         | Mass Behavior Research | 1 259 | 21% | 58% | 4% | 1,5% | 2% | 2% | - | 1% | - | 2% | - | 0,5% | 6% | 2% | 37% | | |
| 6–8 мая 2024           | Mass Behavior Research | 1 441 | 19% | 57% | 7% | 0,2% | 3% | 2% | 0,09% | 0,5% | 0,01% | 0,2% | - | - | 8% | 3% | 38% | | |
| 29 апреля – 4 мая 2024 | ORC Consultores        | 1 142 | 13,15% | 51,77% | 0,93% | 1,45% | 0,18% | 0,50% | - | 0,86% | 0,21% | 0,74% | - | - | 9,03% | 17,39% | 38,68% | | |
| 3 мая 2024             | Hercon Consultores     | 1 000 | 22,5% | 58,8% | 3,1% | - | - | - | - | 2% | - | - | - | 1,2% | 10,2% | 2,2% | 11% | | |
| 23 апреля – 2 мая 2024 | Consultores            | 1 004 | 25% | 36% | 1% | 5% | - | 4% | - | - | - | 2% | - | - | 15% | 22% | 11% | | |
| 28 апреля 2024         | Datincorp              | 1 000 | 20% | 62% | - | - | - | - | - | - | - | - | - | 9% | | 9% | 42% | | |
| 25–28 апреля 2024      | Meganálisis            | 1 009 | 11,2% | 32,4% | 0,9% | 1,1% | - | - | - | - | - | - | - | 2% | 19,3% | 33,1% | 21,2% | | |
| 24 апреля 2024         | Delphos                | н/д | 30% | 55% | - | - | - | - | - | - | - | - | - | - | - | 15% | 20% | | |
| 21–23 апреля 2024      | MassBehavior Research  | 1 311 | 18% | 55% | 5% | 0,25% | 3% | 2% | 0,15% | 1% | 0,1% | 0,5% | - | - | 9% | 5% | 37% | | |
| 22 апреля 2024         | 22 апреля 2024         | Хуан Карлос Альварадо и Луис Ратти снимаются с выборов в пользу Луиса Эдуардо Мартинеса.                                | Хуан Карлос Альварадо и Луис Ратти снимаются с выборов в пользу Луиса Эдуардо Мартинеса.                                | Хуан Карлос Альварадо и Луис Ратти снимаются с выборов в пользу Луиса Эдуардо Мартинеса.                                | Хуан Карлос Альварадо и Луис Ратти снимаются с выборов в пользу Луиса Эдуардо Мартинеса.                                | Хуан Карлос Альварадо и Луис Ратти снимаются с выборов в пользу Луиса Эдуардо Мартинеса.                                | Хуан Карлос Альварадо и Луис Ратти снимаются с выборов в пользу Луиса Эдуардо Мартинеса.                                | Хуан Карлос Альварадо и Луис Ратти снимаются с выборов в пользу Луиса Эдуардо Мартинеса.                                | Хуан Карлос Альварадо и Луис Ратти снимаются с выборов в пользу Луиса Эдуардо Мартинеса.                                | Хуан Карлос Альварадо и Луис Ратти снимаются с выборов в пользу Луиса Эдуардо Мартинеса.                                | Хуан Карлос Альварадо и Луис Ратти снимаются с выборов в пользу Луиса Эдуардо Мартинеса.                                | Хуан Карлос Альварадо и Луис Ратти снимаются с выборов в пользу Луиса Эдуардо Мартинеса.                                | Хуан Карлос Альварадо и Луис Ратти снимаются с выборов в пользу Луиса Эдуардо Мартинеса.                                | Хуан Карлос Альварадо и Луис Ратти снимаются с выборов в пользу Луиса Эдуардо Мартинеса.                                | Хуан Карлос Альварадо и Луис Ратти снимаются с выборов в пользу Луиса Эдуардо Мартинеса.                                | Хуан Карлос Альварадо и Луис Ратти снимаются с выборов в пользу Луиса Эдуардо Мартинеса.                                | Хуан Карлос Альварадо и Луис Ратти снимаются с выборов в пользу Луиса Эдуардо Мартинеса.                                | Хуан Карлос Альварадо и Луис Ратти снимаются с выборов в пользу Луиса Эдуардо Мартинеса.                                | Хуан Карлос Альварадо и Луис Ратти снимаются с выборов в пользу Луиса Эдуардо Мартинеса.                                |
| 19 апреля 2024         | Clearpath Strategies   | н/д | 21% | 41% | - | 10% | - | - | - | - | - | 1% | - | 7% | - | 21% | 20% | | |
| 19 апреля 2024         | More Consulting        | 1 200 | 21,6% | 45,8% | 2,0% | 6,5% | - | 2,9% | - | - | 0,7% | - | - | - | 5,9% | 9,8% | 24,2% | | |
| 19 апреля 2024         | 19 апреля 2024         | Мануэль Росалес снимается с выборов в пользу Эдмундо Гонсалеса. Недопущенные Мачадо и Йорис также поддержали Гонсалеса. | Мануэль Росалес снимается с выборов в пользу Эдмундо Гонсалеса. Недопущенные Мачадо и Йорис также поддержали Гонсалеса. | Мануэль Росалес снимается с выборов в пользу Эдмундо Гонсалеса. Недопущенные Мачадо и Йорис также поддержали Гонсалеса. | Мануэль Росалес снимается с выборов в пользу Эдмундо Гонсалеса. Недопущенные Мачадо и Йорис также поддержали Гонсалеса. | Мануэль Росалес снимается с выборов в пользу Эдмундо Гонсалеса. Недопущенные Мачадо и Йорис также поддержали Гонсалеса. | Мануэль Росалес снимается с выборов в пользу Эдмундо Гонсалеса. Недопущенные Мачадо и Йорис также поддержали Гонсалеса. | Мануэль Росалес снимается с выборов в пользу Эдмундо Гонсалеса. Недопущенные Мачадо и Йорис также поддержали Гонсалеса. | Мануэль Росалес снимается с выборов в пользу Эдмундо Гонсалеса. Недопущенные Мачадо и Йорис также поддержали Гонсалеса. | Мануэль Росалес снимается с выборов в пользу Эдмундо Гонсалеса. Недопущенные Мачадо и Йорис также поддержали Гонсалеса. | Мануэль Росалес снимается с выборов в пользу Эдмундо Гонсалеса. Недопущенные Мачадо и Йорис также поддержали Гонсалеса. | Мануэль Росалес снимается с выборов в пользу Эдмундо Гонсалеса. Недопущенные Мачадо и Йорис также поддержали Гонсалеса. | Мануэль Росалес снимается с выборов в пользу Эдмундо Гонсалеса. Недопущенные Мачадо и Йорис также поддержали Гонсалеса. | Мануэль Росалес снимается с выборов в пользу Эдмундо Гонсалеса. Недопущенные Мачадо и Йорис также поддержали Гонсалеса. | Мануэль Росалес снимается с выборов в пользу Эдмундо Гонсалеса. Недопущенные Мачадо и Йорис также поддержали Гонсалеса. | Мануэль Росалес снимается с выборов в пользу Эдмундо Гонсалеса. Недопущенные Мачадо и Йорис также поддержали Гонсалеса. | Мануэль Росалес снимается с выборов в пользу Эдмундо Гонсалеса. Недопущенные Мачадо и Йорис также поддержали Гонсалеса. | Мануэль Росалес снимается с выборов в пользу Эдмундо Гонсалеса. Недопущенные Мачадо и Йорис также поддержали Гонсалеса. | Мануэль Росалес снимается с выборов в пользу Эдмундо Гонсалеса. Недопущенные Мачадо и Йорис также поддержали Гонсалеса. |
| 2–7 апреля 2024        | Meganalisis            | 1 010 | 13,2% | - | 0,6% | 1,3% | - | 0,5% | - | - | - | - | 5,8% | 1,8% | 62,1% | 14,7% | 7,4% | | |

### До регистрации кандидатов
| Дата                         | Опрос проводил     | Выборка | Мария Мачадо | Николас Мадуро | Антонио Экарри | Бенджамин Рауссео | Мануэль Росалес | Энрике Каприлес | Другие | Нет ответа/не голосуют                                                                                                  | Не определились | Лидирует на |
| ---------------------------- | ------------------ | --- | --- | --- | --- | --- | --- | --- | --- | --- | --- | --- |
| Дата                         | Опрос проводил     | Выборка | Венте | ЕСПВ | Карандаш | КОНДЕ | Новое время | За справедливость | Другие | Нет ответа/не голосуют                                                                                                  | Не определились | Лидирует на |
| 27 марта 2024                | 27 марта 2024      | Корина Йорис не зарегистрирована. Кандидатом от «Единой платформы» вместо неё зарегистрирован Эдмундо Гонсалес Уррутиа. | Корина Йорис не зарегистрирована. Кандидатом от «Единой платформы» вместо неё зарегистрирован Эдмундо Гонсалес Уррутиа. | Корина Йорис не зарегистрирована. Кандидатом от «Единой платформы» вместо неё зарегистрирован Эдмундо Гонсалес Уррутиа. | Корина Йорис не зарегистрирована. Кандидатом от «Единой платформы» вместо неё зарегистрирован Эдмундо Гонсалес Уррутиа. | Корина Йорис не зарегистрирована. Кандидатом от «Единой платформы» вместо неё зарегистрирован Эдмундо Гонсалес Уррутиа. | Корина Йорис не зарегистрирована. Кандидатом от «Единой платформы» вместо неё зарегистрирован Эдмундо Гонсалес Уррутиа. | Корина Йорис не зарегистрирована. Кандидатом от «Единой платформы» вместо неё зарегистрирован Эдмундо Гонсалес Уррутиа. | Корина Йорис не зарегистрирована. Кандидатом от «Единой платформы» вместо неё зарегистрирован Эдмундо Гонсалес Уррутиа. | Корина Йорис не зарегистрирована. Кандидатом от «Единой платформы» вместо неё зарегистрирован Эдмундо Гонсалес Уррутиа. | Корина Йорис не зарегистрирована. Кандидатом от «Единой платформы» вместо неё зарегистрирован Эдмундо Гонсалес Уррутиа. | Корина Йорис не зарегистрирована. Кандидатом от «Единой платформы» вместо неё зарегистрирован Эдмундо Гонсалес Уррутиа. |
| 22 марта 2024                | 22 марта 2024      | Мария Мачадо объявляет, что Корина Йорис займёт её место в качестве кандидата от «Единой платформы».                    | Мария Мачадо объявляет, что Корина Йорис займёт её место в качестве кандидата от «Единой платформы».                    | Мария Мачадо объявляет, что Корина Йорис займёт её место в качестве кандидата от «Единой платформы».                    | Мария Мачадо объявляет, что Корина Йорис займёт её место в качестве кандидата от «Единой платформы».                    | Мария Мачадо объявляет, что Корина Йорис займёт её место в качестве кандидата от «Единой платформы».                    | Мария Мачадо объявляет, что Корина Йорис займёт её место в качестве кандидата от «Единой платформы».                    | Мария Мачадо объявляет, что Корина Йорис займёт её место в качестве кандидата от «Единой платформы».                    | Мария Мачадо объявляет, что Корина Йорис займёт её место в качестве кандидата от «Единой платформы».                    | Мария Мачадо объявляет, что Корина Йорис займёт её место в качестве кандидата от «Единой платформы».                    | Мария Мачадо объявляет, что Корина Йорис займёт её место в качестве кандидата от «Единой платформы».                    | Мария Мачадо объявляет, что Корина Йорис займёт её место в качестве кандидата от «Единой платформы».                    |
| 7–13 марта 2024              | Meganalisis        | 1 010 | 69,1% | 7,4% | 0,3% | 0,8% | - | - | 1,0% | 8,6% | 12,8% | 61,7% |
| 25 февраля 2024              | Datincorp          | 1 200 | 54,5% | 13,9% | 0,8% | 4,8% | - | - | 2,5% | 14,9% | 8,6% | 40,6% |
| 22–31 января 2024            | Meganalisis        | 1 029 | 71,8% | 7,9% | 0,4% | 0,9% | - | - | 0,6% | 8,1% | 10,3% | 63,9% |
| 26 января – 5 февраля 2024   | Poder y Estrategia | 803 | 74% | 20% | - | 2% | 1% | - | 3% | - | - | 54% |
| 27 ноября – 2 декабря 2023   | Poder y Estrategia | 805 | 73,0% | 23,0% | 1,0% | 1,0% | 2,0% | - | - | - | - | 50,0% |
| 24–28 ноября 2023            | Meganalisis        | 896 | 72,7% | 7,9% | 0,1% | 0,6% | - | - | 0,1% | 8,4% | 10,2% | 64,8% |
| Ноябрь 2023                  | Datanalisis        | 817 | 58,5% | 12,6% | 1,9% | 7,2% | - | - | 1,6% | 8,1% | 10,1% | 45,9% |
| 24 октября – 2 ноября 2023   | Meganalisis        | 1 283 | 70,6% | 8,2% | 0,2% | 0,7% | - | - | - | 8,7% | 11,5% | 62,4% |
| 22 октября 2023              | 22 октября 2023    | Мария Мачадо побеждает на президентских праймериз «Единой платформы» 2023 года                                          | Мария Мачадо побеждает на президентских праймериз «Единой платформы» 2023 года                                          | Мария Мачадо побеждает на президентских праймериз «Единой платформы» 2023 года                                          | Мария Мачадо побеждает на президентских праймериз «Единой платформы» 2023 года                                          | Мария Мачадо побеждает на президентских праймериз «Единой платформы» 2023 года                                          | Мария Мачадо побеждает на президентских праймериз «Единой платформы» 2023 года                                          | Мария Мачадо побеждает на президентских праймериз «Единой платформы» 2023 года                                          | Мария Мачадо побеждает на президентских праймериз «Единой платформы» 2023 года                                          | Мария Мачадо побеждает на президентских праймериз «Единой платформы» 2023 года                                          | Мария Мачадо побеждает на президентских праймериз «Единой платформы» 2023 года                                          | Мария Мачадо побеждает на президентских праймериз «Единой платформы» 2023 года                                          |
| 30 сентября – 4 октября 2023 | Poder y Estrategia | 805 | 66,0% | 21,0% | - | 4,0% | 1,0% | 5,0% | 3,0% | - | - | 45,0% |
| 23 сентября – 8 октября 2023 | Meganalisis        | 1 345 | 36,8% | 10,8% | - | - | - | 5,0% | 13,6% | 12,3% | 33,8 | 26,0 |
| 21–31 августа 2023           | Meganalisis        | 1 071 | 35,1% | 11,2% | - | - | - | 5,6% | 12,4% | 13,2% | 22,5% | 23,9% |
| 24–31 июля 2023              | Meganalisis        | 1 013 | 32,9% | 11,5% | - | - | - | 4,4% | 13,0% | 13,6% | 24,6% | 21,4% |
| Июль 2023                    | Datanalisis        | 800 | 32,3% | 11,9% | 0,4% | 11,9% | 8,0% | 5,0% | 0,7% | 10,0% | 7,9% | 20,4% |
| 23–30 июня 2023              | Meganalisis        | 1 011 | 26,5% | 11,9% | - | - | - | 5,5% | 15,9% | 15,0% | 25,1% | 14,6% |
| Апрель 2023                  | Datanalisis        | 371 | 17,2% | 11,2% | - | 17,2% | 11,7% | 4,3% | 27,1% | 11,3% | 11,3% | 0,0% |
| 5 февраля 2023               | Datincorp          | 1 193 | 16,9% | 15,7% | | 11,9% | 9,2% | 6,8% | 8,0% | 24,1% | 7,4% | 1,2% |

## Результаты

### Объявленные правительственным НИС
Действующий президент «Мадуро был объявлен победителем президентских выборов… омрачённых нарушениями». В список нарушений вошли «избирательные участки, которые отказались публиковать бумажные результаты электронного подсчёта голосов, сообщения о мошенничестве и запугивании избирателей», результаты выборов, которые сильно отличались от опросов общественного мнения и выборок с избирательных участков, «серьёзные нарушения и проблемы на этих избирательных участках», а также блокирование законных наблюдателей на избирательных участках. Помимо этого, Национальный избирательный совет, контролируемый сторонниками Мадуро, впервые не опубликовал результаты голосования на каждом из 30 000 избирательных участков, что только усилило политическую напряжённость. Позднее в штабе Мадуро заявили, что публикация 100% данных о результатах выборов невозможна из-за якобы осуществлённой кибератаки на избирательную систему.
| Кандидат                            | Кандидат                            | Партия                                            | Голосов    | %         |
| ----------------------------------- | ----------------------------------- | ------------------------------------------------- | ---------- | --------- |
|                                     | Николас Мадуро                      | Единая социалистическая партия Венесуэлы          | 6 408 844  | 51,95     |
|                                     | Эдмундо Гонсалес                    | Единая платформа                                  | 5 326 104  | 43,18     |
|                                     | Луис Эдуардо Мартинес               | Демократическое действие                          | 152,360    | 1,24      |
|                                     | Антонио Экарри                      | Карандашный альянс                                | 116 421    | 0,94      |
|                                     | Бенджамин Рауссео                   | Национальная демократическая конфедерация (КОНДЕ) | 92 903     | 0,75      |
|                                     | Хосе Брито                          | Венесуэла прежде всего                            | 84 231     | 0,68      |
|                                     | Хавьер Бертучи                      | Надежда на перемены                               | 64 452     | 0,52      |
|                                     | Клаудио Фермин                      | Решения для Венесуэлы                             | 40 902     | 0,33      |
|                                     | Энрике Маркес                       | В центре внимания людей                           | 29 611     | 0,24      |
|                                     | Даниэль Себальос                    | Ассамблея возрождения и надежды страны            | 20 056     | 0,16      |
| Недействительных/пустых бюллетеней  | Недействительных/пустых бюллетеней  | Недействительных/пустых бюллетеней                | 50 785     | 0,41      |
| Всего                               | Всего                               | Всего                                             | 12 386 669 | 100       |
| Зарегистрированных избирателей/Явка | Зарегистрированных избирателей/Явка | Зарегистрированных избирателей/Явка               | 21 392 464 | 57,90     |
| Обработано бюллетеней, %            | Обработано бюллетеней, %            | Обработано бюллетеней, %                          | 97 из 100  | 97 из 100 |
| Источники: Canal N                  |                                     |                                                   |            |           |

### Объявленные оппозиционной «Единой платформой»

Результаты выборов по штатам от ЕП
Эдмундо Гонсалес
Николас Мадуро
Спорная Гуаяна-Эсекиба
(голосование не проводилось)

Результаты выборов по муниципалитетам от ЕП
Эдмундо Гонсалес
Николас Мадуро
Нет данных
Спорная Гуаяна-Эсекиба
(голосование не проводилось)

К 30 июля оппозиционная «Единая платформа» (ЕП), в соответствии с законом, собрала протокола с избирательных участков, оцифровала и опубликовала их на специальном веб-портале. Он содержит базу данных, которая позволяет венесуэльцам использовать свои национальные удостоверения личности для проверки результатов голосования. База данных содержит сканы листов подсчёта голосов, поданных за каждого кандидата на 24 532 избирательных участках, собранные в ходе избирательного процесса. По состоянию на 30 июля правительство не опубликовало аналогичный отчёт, который, по словам Центра Картера, был обязателен к публикации.
| Кандидат                            | Кандидат                            | Партия                                            | Голосов    | %         |
| ----------------------------------- | ----------------------------------- | ------------------------------------------------- | ---------- | --------- |
|                                     | Эдмундо Гонсалес                    | Единая платформа                                  | 7 303 480  | 67,08     |
|                                     | Николас Мадуро                      | Единая социалистическая партия Венесуэлы          | 3 316 142  | 30,46     |
|                                     | Луис Эдуардо Мартинес               | Демократическое действие                          | 86 225     | 0,79      |
|                                     | Антонио Экарри                      | Карандашный альянс                                | 51 011     | 0,47      |
|                                     | Бенджамин Рауссео                   | Национальная демократическая конфедерация (КОНДЕ) | 38 620     | 0,35      |
|                                     | Энрике Маркес                       | В центре внимания людей                           | 26 067     | 0,24      |
|                                     | Хосе Брито                          | Венесуэла прежде всего                            | 22 097     | 0,20      |
|                                     | Хавьер Бертучи                      | Надежда на перемены                               | 20 404     | 0,19      |
|                                     | Клаудио Фермин                      | Решения для Венесуэлы                             | 12 632     | 0,12      |
|                                     | Даниэль Себальос                    | Цифровая Арепа                                    | 10 584     | 0,10      |
| Недействительных/пустых бюллетеней  | Недействительных/пустых бюллетеней  | Недействительных/пустых бюллетеней                | 1 213      | 0,01      |
| Всего                               | Всего                               | Всего                                             | 10 888 475 | 100       |
| Зарегистрированных избирателей/Явка | Зарегистрированных избирателей/Явка | Зарегистрированных избирателей/Явка               | 18 122 062 | 61,35     |
| Обработано бюллетеней, %            | Обработано бюллетеней, %            | Обработано бюллетеней, %                          | 84 из 100  | 84 из 100 |
| Источники: Resultados ConVzla       |                                     |                                                   |            |           |

## Реакция

### Протесты
Граждане Венесуэлы, которые посчитали результаты сфальсифицированными, вышли на улицы, чтобы выразить протест.

### Внутренняя

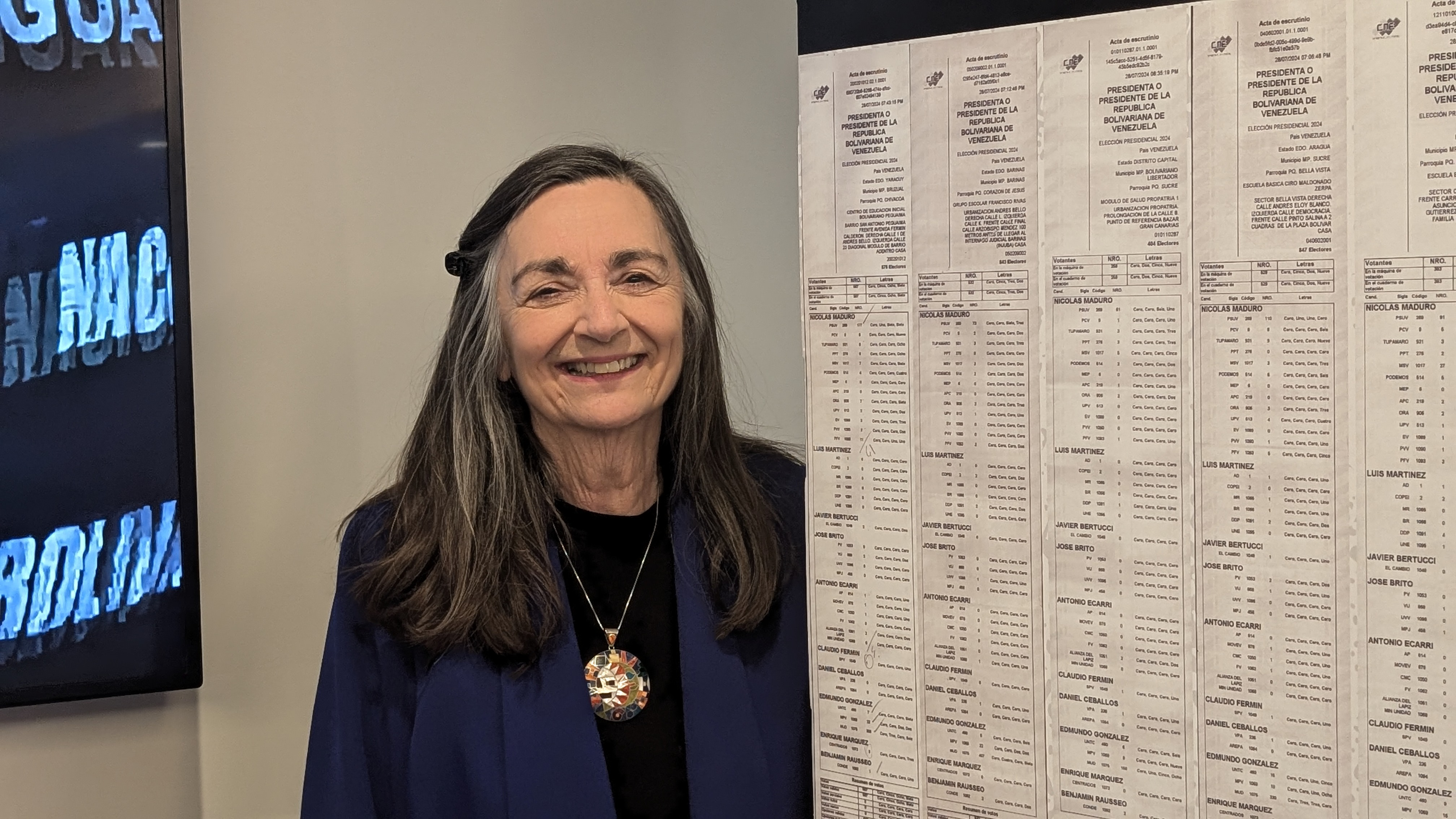
Дженни Линкольн, наблюдатель за выборами Центра Картера, рядом с протоколами голосования, подтверждающими победу Эдмундо Гонсалеса.

И Мария Корина Мачадо, и Эдмундо Гонсалес отвергли результаты НИС и заявили о своей победе. Гонсалес, на мероприятии в сопровождении Мачадо, сказал: «Венесуэльцы и весь мир знают, что произошло... Наша борьба продолжается, и мы не успокоимся, пока воля венесуэльского народа не будет соблюдена».
Мадуро охарактеризовал результат как «триумф мира и стабильности».

### Международная

Венесуэла
Признали итоги выборов
Не признали/Запрашивают подтверждение
Не указано

Результаты президентских выборов, опубликованные контролируемым правительством Национальным избирательным советом (НИС), и объявление Мадуро победителем быстро вызвали смесь скептицизма и критики со стороны лидеров большинства стран Латинской Америки. Однако некоторые страны региона всё же признали итоги и поздравили Мадуро как победителя выборов, включая Боливию, Кубу, Гондурас и Никарагуа.
Президент Чили Габриэль Борич был первым иностранным лидером, который поставил под сомнение результаты НИС, заявив: «Режим Мадуро должен понять, что в результаты трудно поверить». «Международное сообщество, особенно венесуэльский народ, включая тех, кто находится в изгнании, требуют полной прозрачности», при этом ясно дав понять, что «Чили не признает никаких результатов, которые не поддаются проверке». Аналогичным образом президент Эквадора Даниэль Нобоа предупредил, что «во всём регионе политики пытаются удержать власть и пытаются отнять мир у наших граждан. Вот с чем мы сталкиваемся, вот с чем сталкивается диктатура, и сегодня мы становимся свидетелями того, как ещё одна из них пытается отнять надежду у миллионов венесуэльцев». Осуждение со стороны некоторых стран, включая Коста-Рику, Сальвадор, Перу и Уругвай, было гораздо более прямым, называющим результаты НИС мошенничеством или коррупцией. Жёсткая критика прозвучала со стороны президента Аргентины Хавьера Милея, который сказал Мадуро «убираться» и назвал его «диктатором», добавив, что «венесуэльцы решили положить конец коммунистической диктатуре». Данные [экзит-пола] показывают сокрушительную победу оппозиции, и мир ждёт признания поражения многих лет социализма, нищеты, упадка и смерти». Мадуро ответил, назвав Милея «социопатом».
Перу отозвало своего посла из Венесуэлы и выслало венесуэльских дипломатов из Перу. Панама приостановила дипломатические отношения с Венесуэлой.
На следующий день после выборов девять стран Латинской Америки (Аргентина, Коста-Рика, Доминиканская Республика, Эквадор, Гватемала, Панама, Парагвай, Перу и Уругвай) опубликовали совместное сообщение через Министерство иностранных дел Аргентины. Вместе эти страны призвали к проведению чрезвычайного заседания Организации американских государств (ОАГ), в совместном сообщении выражая «глубокую обеспокоенность» выборами и требуя «всестороннего пересмотра результатов в присутствии независимых наблюдателей за выборами, чтобы гарантировать уважение воли венесуэльского народа, который принял участие в выборах мирно и в большом количестве».
Госсекретарь США Энтони Блинкен выразил сомнения относительно достоверности результатов НИС и указал, что США ждут отчётов международных наблюдателей.
Чили, Коста-Рика, Сальвадор, Перу, Панама, Парагвай, и Уругвай отвергли результаты НИС, заявив о мошенничестве. Бразилия, Канада, Колумбия, Доминиканская Республика, Европейский союз, Германия, Гватемала, Великобритания, Италия, Норвегия, Португалия и Испания выразили скептицизм по поводу результатов, призвав уважать волю венесуэльского народа.
Правительства Антигуа и Барбуды, Азербайджана, Беларуси, Боливии, Китая, Кубы, Доминики, Гвинеи-Бисау, Гондураса, Ирана, Мадагаскара, Никарагуа, КНДР, Катара, России, Сент-Винсента и Гренадин, Сербии и Сирии поздравили Мадуро с победой. Южная Осетия, признанная Венесуэлой, также поздравила Мадуро.